# ایگون اوروان
 ایگون اوروان (مجاری: Orován Egon؛ زاده ۲ اوت ۱۹۰۲ – درگذشته ۳ اوت ۱۹۸۹) یک فیزیک‌دان اهل بریتانیا بود.